# 奇洛埃切斯
奇洛埃切斯，是西班牙卡斯蒂利亚-拉曼恰瓜达拉哈拉省的一个市镇。总面积45平方公里，总人口1426人（2001年），人口密度32人/平方公里。